# Porto di Bruxelles
Il porto di Bruxelles è un porto interno accessibile alle navi fino a 4.500 tonnellate. Attraverso il Canale marittimo da Bruxelles alla Schelda, anche navi marittime (navi fluviali e costiere) possono raggiungere il porto esterno e il transito verso la Regione vallona è assicurato attraverso il Canale Bruxelles-Charleroi.

## Storia
Fu nel 1550 che Bruxelles prese la decisione di scavare il canale di Willebroek per aggirare la città di Malines per evitare di pagare le tasse alla città dei barcaioli che attraversavano la Senna per il trasporto di merci a Bruxelles.
A partire dal XVIII secolo, il porto di Bruxelles è diventato accessibile a navi marittime attraverso l'estensione del canale a Rupel, un affluente della Schelda, creando il collegamento al porto di Anversa.
Il corso del canale è stato modificato per la connessione al Canale Bruxelles-Charleroi aperto nel 1832 e che attraversa la città a sud, creando un collegamento diretto tra il porto di Anversa, l'area industriale dell'Hainaut, tra gli altri, Charleroi, collegando i bacini fluviali della Mosa e della Schelda e anche i canali francesi, grazie alla modernizzazione della rete del XIX secolo, aggiornata a una scala europea di 1.350 tonnellate e dotata delle strutture piane inclinate di Ronquières. e la funicolare di Strépy-Thieu.

## Evoluzione del traffico
Nel 1896 fu creata la Société du Canal et des Installations Maritimes e nel 1922 fu aperto un canale completamente modernizzato, collegato ad Anversa da Rupel e dalla Schelda. Nel 1974 il traffico ha raggiunto 14,4 milioni di tonnellate. Questo è l'apice del trasporto dell'acqua. Gli allargamenti successivi, nel XIX e nel XX secolo, con un collegamento diretto con la Schelda, consentono l'arrivo di navi marittime che risalgono a Bruxelles, che è, di fatto, il porto più interno in Europa occidentale. Le grandi opere degli anni '70 hanno creato un collegamento diretto del canale con la Schelda, che ha permesso un aumento del tonnellaggio delle navi marittime fino a 4.500 tonnellate, nonché l'accesso di grandi chiatte provenienti dalle Fiandre e dai Paesi Bassi, a nord, migliorando il commercio con le aree industriali del Belgio meridionale. 

## Traffico
Il porto movimenta oltre 6 milioni di tonnellate di merci ogni anno. Situato nel cuore di una vasta area portuale e industriale con oltre 300 aziende, offre circa 12.000 posti di lavoro (inclusi 8.000 posti di lavoro diretti). Dall'estate del 2009, i barcaioli in particolare hanno beneficiato di una zona esterna Wi-Fi all'aperto in tutta l'area del porto esterno tra il ponte Van Praet e il ponte di Buda, lungo 3,5 chilometri,  come parte della politica regionale per combattere il divario digitale.
La compagnia del Porto di Bruxelles è responsabile della gestione, del funzionamento e dello sviluppo degli impianti portuali nella Regione di Bruxelles-Capitale. Tra il 1908 e il 1996, la Chemin de fer industriel du port de Vilvorde et extensions ha servito un gran numero di clienti del porto.